# Temporada da NFL de 1979
A Temporada de 1979 da NFL foi a 60ª temporada regular da National Football League. A temporada terminou no Super Bowl XIV onde o Pittsburgh Steelers derrotou o Los Angeles Rams.

## Corrida pela Divisão
A partir de 1978, dez times se qualificariam para os playoffs: o vencedor de cada divisão e dois times pelo wild-card (repescagem) em cada conferência.

### National Football Conference
| Semana | NFC East                         |      | NFC Central        |      | NFC West          |     | Repescagem               |      | Repescagem        |      |
| ------ | -------------------------------- | ---- | ------------------ | ---- | ----------------- | --- | ------------------------ | ---- | ----------------- | ---- |
| 1      | Dallas, Philadelphia             | 1-0  | 3 times            | 1-0  | Atlanta           | 1-0 |                          |      |                   |      |
| 2      | Dallas                           | 2-0  | Tampa Bay, Chicago | 2-0  | Atlanta           | 2-0 |                          |      |                   |      |
| 3      | Dallas                           | 3-0  | Tampa Bay          | 3-0  | Atlanta, L.A.     | 2-1 |                          |      |                   |      |
| 4      | Dallas, Philadelphia, Washington | 3-1  | Tampa Bay          | 4-0  | Atlanta, L.A.     | 2-2 | Chicago                  | 2-2  | Minnesota         | 2-2  |
| 5      | Dallas, Philadelphia, Washington | 4-1  | Tampa Bay          | 5-0  | L.A.              | 3-2 | Minnesota                | 3-2  | 4 times           | 2-3  |
| 6      | Dallas, Philadelphia             | 5-1  | Tampa Bay          | 5-1  | L.A.              | 4-2 | Washington               | 4-2  | 3 times           | 3-3  |
| 7      | Dallas, Philadelphia             | 6-1  | Tampa Bay          | 5-2  | L.A.              | 4-3 | Washington               | 5-2  | 5 times           | 3-4  |
| 8      | Dallas                           | 7-1  | Tampa Bay          | 6-2  | L.A., New Orleans | 4-4 | Philadelphia, Washington | 6-2  | Minnesota         | 4-4  |
| 9      | Dallas                           | 7-2  | Tampa Bay          | 7-2  | L.A.              | 5-4 | Philadelphia, Washington | 6-3  | 4 times           | 4-5  |
| 10     | Dallas                           | 8-2  | Tampa Bay          | 7-3  | L.A., New Orleans | 5-5 | Philadelphia, Washington | 6-4  | Chicago           | 5-5  |
| 11     | Dallas                           | 8-3  | Tampa Bay          | 8-3  | New Orleans       | 6-5 | Philadelphia, Washington | 7-4  | Chicago           | 6-5  |
| 12     | Dallas, Philadelphia, Washington | 8-4  | Tampa Bay          | 9-3  | L.A., New Orleans | 6-6 | Chicago                  | 7-5  | Giants, Minnesota | 5-7  |
| 13     | Philadelphia                     | 9-4  | Tampa Bay          | 9-4  | L.A., New Orleans | 7-6 | Dallas, Washington       | 8-5  | Chicago           | 7-6  |
| 14     | Philadelphia                     | 10-4 | Tampa Bay          | 9-5  | L.A.              | 8-6 | Dallas, Washington       | 9-5  | Chicago           | 8-6  |
| 15     | Dallas, Philadelphia, Washington | 10-5 | Tampa Bay, Chicago | 9-6  | L.A.              | 9-6 | Minnesota, New Orleans   | 8-7  | Giants            | 6-9  |
| 16     | Dallas                           | 11-5 | Tampa Bay          | 10-6 | L.A.              | 9-7 | Philadelphia             | 11-5 | Chicago           | 10-6 |

#### American Football Conference
| Semana | AFC East           |      | AFC Central                    |      | AFC West                       |      | Repescagem                                |      | Repescagem                 |      |
| ------ | ------------------ | ---- | ------------------------------ | ---- | ------------------------------ | ---- | ----------------------------------------- | ---- | -------------------------- | ---- |
| 1      | Miami              | 1-0  | 3 times                        | 1-0  | 4 times                        | 1-0  |                                           |      |                            |      |
| 2      | Miami              | 2-0  | Pittsburgh, Cleveland          | 2-0  | San Diego                      | 2-0  |                                           |      |                            |      |
| 3      | Miami              | 3-0  | Pittsburgh, Cleveland          | 3-0  | San Diego                      | 3-0  | New England, Houston, Denver              | 2-1  |                            |      |
| 4      | Miami              | 4-0  | Pittsburgh, Cleveland          | 4-0  | San Diego, Denver              | 3-1  | New England, Houston                      | 3-1  | Buffalo, Kansas City       | 2-2  |
| 5      | Miami              | 4-1  | Pittsburgh, Cleveland, Houston | 4-1  | San Diego                      | 4-1  | New England, Denver, Buffalo, Kansas City | 3-2  | Jets, Oakland              | 2-3  |
| 6      | Miami, New England | 4-2  | Pittsburgh                     | 5-1  | San Diego, Denver, Kansas City | 4-2  | Cleveland, Houston                        | 4-2  | Buffalo, Oakland           | 3-3  |
| 7      | Miami, New England | 5-2  | Pittsburgh, Houston            | 5-2  | San Diego, Denver              | 5-2  | Cleveland, Kansas City, Oakland           | 4-3  | Buffalo, Jets              | 3-4  |
| 8      | New England        | 6-2  | Pittsburgh                     | 6-2  | San Diego                      | 6-2  | Miami, Cleveland, Houston, Denver         | 5-3  | Jets, Kansas City, Oakland | 4-4  |
| 9      | Miami, New England | 6-3  | Pittsburgh                     | 7-2  | San Diego, Denver              | 6-3  | Cleveland, Houston                        | 6-3  | Oakland                    | 5-4  |
| 10     | New England        | 7-3  | Pittsburgh                     | 8-2  | San Diego, Denver              | 7-3  | Cleveland, Houston                        | 7-3  | Miami, Oakland             | 6-4  |
| 11     | Miami, New England | 7-4  | Pittsburgh                     | 9-2  | San Diego, Denver              | 8-3  | Houston                                   | 8-3  | Cleveland                  | 7-4  |
| 12     | New England        | 8-4  | Pittsburgh, Houston            | 9-3  | San Diego, Denver              | 9-3  | Cleveland                                 | 8-4  | Miami                      | 7-5  |
| 13     | Miami, New England | 8-5  | Pittsburgh, Houston            | 10-3 | San Diego                      | 10-3 | Denver                                    | 9-4  | Cleveland                  | 8-5  |
| 14     | Miami              | 9-5  | Pittsburgh                     | 11-3 | San Diego, Denver              | 10-4 | Houston                                   | 10-4 | Cleveland                  | 9-5  |
| 15     | Miami              | 10-5 | Pittsburgh, Houston            | 11-4 | San Diego                      | 11-4 | Denver                                    | 10-5 | Cleveland, Oakland         | 9-6  |
| 16     | Miami              | 10-6 | Pittsburgh                     | 12-4 | San Diego                      | 12-4 | Houston                                   | 11-5 | Denver                     | 10-6 |

## Classificação
V = Vitórias, D = Derrotas, E = Empates, PCT = porcentagem de vitórias, PF= Pontos feitos, PS = Pontos sofridos
 x  - marca os times classificados pelo wild card (repescagem),  y  - marca os times que levaram o titulo de suas divisões
| AFC East              |    |    |   |      |     |     |
| Time                  | V  | D  | E | PCT  | PF  | PS  |
| y-Miami Dolphins      | 10 | 6  | 0 | .625 | 341 | 257 |
| New England Patriots  | 9  | 7  | 0 | .563 | 411 | 326 |
| New York Jets         | 8  | 8  | 0 | .500 | 337 | 383 |
| Buffalo Bills         | 7  | 9  | 0 | .438 | 268 | 279 |
| Baltimore Colts       | 5  | 11 | 0 | .313 | 271 | 351 |
| AFC Central           |    |    |   |      |     |     |
| Time                  | V  | D  | E | PCT  | PF  | PS  |
| y-Pittsburgh Steelers | 12 | 4  | 0 | .750 | 416 | 262 |
| x-Houston Oilers      | 11 | 5  | 0 | .688 | 362 | 331 |
| Cleveland Browns      | 9  | 7  | 0 | .563 | 359 | 352 |
| Cincinnati Bengals    | 4  | 12 | 0 | .250 | 337 | 421 |
| AFC West              |    |    |   |      |     |     |
| Time                  | V  | D  | E | PCT  | PF  | PS  |
| y-San Diego Chargers  | 12 | 4  | 0 | .750 | 411 | 246 |
| x-Denver Broncos      | 10 | 6  | 0 | .625 | 289 | 262 |
| Seattle Seahawks      | 9  | 7  | 0 | .563 | 378 | 372 |
| Oakland Raiders       | 9  | 7  | 0 | .563 | 365 | 337 |
| Kansas City Chiefs    | 7  | 9  | 0 | .438 | 238 | 262 |

| NFC East               |    |    |   |      |     |     |
| Time                   | V  | D  | E | PCT  | PF  | PS  |
| y-Dallas Cowboys       | 11 | 5  | 0 | .688 | 371 | 313 |
| x-Philadelphia Eagles  | 11 | 5  | 0 | .688 | 339 | 282 |
| Washington Redskins    | 10 | 6  | 0 | .625 | 348 | 295 |
| New York Giants        | 6  | 10 | 0 | .375 | 237 | 323 |
| St. Louis Cardinals    | 5  | 11 | 0 | .313 | 307 | 358 |
| NFC Central            |    |    |   |      |     |     |
| Time                   | V  | D  | E | PCT  | PF  | PS  |
| y-Tampa Bay Buccaneers | 10 | 6  | 0 | .625 | 273 | 237 |
| x-Chicago Bears        | 10 | 6  | 0 | .625 | 306 | 249 |
| Minnesota Vikings      | 7  | 9  | 0 | .438 | 259 | 337 |
| Green Bay Packers      | 5  | 11 | 0 | .313 | 246 | 316 |
| Detroit Lions          | 2  | 14 | 0 | .125 | 219 | 365 |
| NFC West               |    |    |   |      |     |     |
| Time                   | V  | D  | E | PCT  | PF  | PS  |
| y-Los Angeles Rams     | 9  | 7  | 0 | .563 | 323 | 309 |
| New Orleans Saints     | 8  | 8  | 0 | .500 | 370 | 360 |
| Atlanta Falcons        | 6  | 10 | 0 | .375 | 300 | 388 |
| San Francisco 49ers    | 2  | 14 | 0 | .125 | 308 | 416 |

### Desempate
- San Diego terminou em primeiro na AFC baseado no confronto direto contra Pittsburgh (1-0).
- Seattle terminou à frente de Oakland na AFC West baseado num melhor retrospecto no confronto direto (2-0).
- Dallas terminou à frente de Philadelphia na NFC East baseado em uma melhor campanha dentro da conferência (10-2 contra 9-3 do Eagles).
- Tampa Bay finished ahead of Chicago na NFC Central baseado em uma melhor campanha dentro da divisão (6-2 contra 5-3 do Bears).
- Chicago terminou em segundo na NFC Wild Card à frente de Washington por ter feito mais pontos do que levou nos 16 jogos (57 contra 53 do Redskins).

## Playoffs
| *Nota: Dois times de mesma divisão não podiam disputar jogos do divisional playoffs. |                                      |                                  |                                  |                                       |                |                                     |                                     |                                     |            |                           |                |                |  |  |  |  |  |  |
|                                                                                      |                                      |                                  |                                  |                                       |                |                                     |                                     |                                     |            |                           |                |                |  |  |  |  |  |  |
|                                                                                      |                                      |                                  |                                  |                                       |                | Playoffs de Divisão                 |                                     |                                     |            |                           |                |                |  |  |  |  |  |  |
|                                                                                      |                                      |                                  |                                  |                                       |                | 30 de dezembro - Texas Stadium      |                                     |                                     |            |                           |                |                |  |  |  |  |  |  |
|                                                                                      | Jogo de Wild Card da NFC             | Jogo de Wild Card da NFC         | Jogo de Wild Card da NFC         | Campeão da NFC                        | Campeão da NFC | Campeão da NFC                      |                                     |                                     |            |                           |                |                |  |  |  |  |  |  |
|                                                                                      | Jogo de Wild Card da NFC             | Jogo de Wild Card da NFC         | Jogo de Wild Card da NFC         | Campeão da NFC                        | Campeão da NFC | Campeão da NFC                      | 3                                   | L.A. Rams                           | 21         |                           |                |                |  |  |  |  |  |  |
|                                                                                      | 23 de dezembro- Veterans Stadium     | 23 de dezembro- Veterans Stadium | 23 de dezembro- Veterans Stadium |                                       |                | 6 de janeiro - Tampa Stadium        | 6 de janeiro - Tampa Stadium        | 6 de janeiro - Tampa Stadium        | 21         |                           |                |                |  |  |  |  |  |  |
|                                                                                      | 23 de dezembro- Veterans Stadium     | 23 de dezembro- Veterans Stadium | 23 de dezembro- Veterans Stadium | 1*                                    | Dallas         | 6 de janeiro - Tampa Stadium        | 6 de janeiro - Tampa Stadium        | 6 de janeiro - Tampa Stadium        | 19         |                           |                |                |  |  |  |  |  |  |
|                                                                                      | 5                                    | Chicago                          | 17                               | 1*                                    | Dallas         | 3                                   | L.A. Rams                           | 9                                   | 19         |                           |                |                |  |  |  |  |  |  |
|                                                                                      | 5                                    | Chicago                          | 17                               | 29 de dezembro - Tampa Stadium        |                | 3                                   | L.A. Rams                           | 9                                   |            |                           |                |                |  |  |  |  |  |  |
|                                                                                      | 4                                    | Philadelphia                     | 27                               |                                       |                | 2                                   | Tampa Bay                           | 0                                   |            | Super Bowl XIV            | Super Bowl XIV | Super Bowl XIV |  |  |  |  |  |  |
|                                                                                      | 4                                    | Philadelphia                     | 27                               | 4                                     | Philadelphia   | 2                                   | Tampa Bay                           | 0                                   | 17         | Super Bowl XIV            | Super Bowl XIV | Super Bowl XIV |  |  |  |  |  |  |
|                                                                                      |                                      |                                  |                                  | 4                                     | Philadelphia   |                                     |                                     |                                     | 17         | 20 de janeiro - Rose Bowl |                |                |  |  |  |  |  |  |
|                                                                                      | 2*                                   | Tampa Bay                        | 24                               |                                       |                |                                     |                                     |                                     |            |                           |                |                |  |  |  |  |  |  |
|                                                                                      | 2*                                   | Tampa Bay                        | 24                               | N3                                    | L.A. Rams      | 19                                  |                                     |                                     |            |                           |                |                |  |  |  |  |  |  |
|                                                                                      | 29 de dezembro - Jack Murphy Stadium |                                  |                                  | N3                                    | L.A. Rams      | 19                                  |                                     |                                     |            |                           |                |                |  |  |  |  |  |  |
|                                                                                      | Jogo de Wild Card da AFC             | Jogo de Wild Card da AFC         | Jogo de Wild Card da AFC         | Campeão da AFC                        | Campeão da AFC | Campeão da AFC                      |                                     | A2                                  | Pittsburgh | 31                        |                |                |  |  |  |  |  |  |
|                                                                                      | Jogo de Wild Card da AFC             | Jogo de Wild Card da AFC         | Jogo de Wild Card da AFC         | Campeão da AFC                        | Campeão da AFC | Campeão da AFC                      | 4                                   | A2                                  | Pittsburgh | 31                        | Houston        | 17             |  |  |  |  |  |  |
|                                                                                      | 23 de dezembro - Astrodome           | 23 de dezembro - Astrodome       | 23 de dezembro - Astrodome       |                                       |                | 6 de janeiro - Three Rivers Stadium | 6 de janeiro - Three Rivers Stadium | 6 de janeiro - Three Rivers Stadium |            |                           |                | 17             |  |  |  |  |  |  |
|                                                                                      | 23 de dezembro - Astrodome           | 23 de dezembro - Astrodome       | 23 de dezembro - Astrodome       | 1                                     | San Diego      | 6 de janeiro - Three Rivers Stadium | 6 de janeiro - Three Rivers Stadium | 6 de janeiro - Three Rivers Stadium | 14         |                           |                |                |  |  |  |  |  |  |
|                                                                                      | 5                                    | Denver                           | 7                                | 1                                     | San Diego      | 4                                   | Houston                             | 13                                  | 14         |                           |                |                |  |  |  |  |  |  |
|                                                                                      | 5                                    | Denver                           | 7                                | 30 de dezembro - Three Rivers Stadium |                | 4                                   | Houston                             | 13                                  |            |                           |                |                |  |  |  |  |  |  |
|                                                                                      | 4                                    | Houston                          | 13                               |                                       |                | 2                                   | Pittsburgh                          | 27                                  |            |                           |                |                |  |  |  |  |  |  |
|                                                                                      | 4                                    | Houston                          | 13                               | 3                                     | Miami          | 2                                   | Pittsburgh                          | 27                                  | 14         |                           |                |                |  |  |  |  |  |  |
|                                                                                      |                                      |                                  |                                  | 3                                     | Miami          |                                     |                                     |                                     |            |                           |                |                |  |  |  |  |  |  |
|                                                                                      | 2                                    | Pittsburgh                       | 34                               |                                       |                |                                     |                                     |                                     |            |                           |                |                |  |  |  |  |  |  |
|                                                                                      | 2                                    | Pittsburgh                       | 34                               |                                       |                |                                     |                                     |                                     |            |                           |                |                |  |  |  |  |  |  |

### AFC
- Wild-Card playoff: HOUSTON 13, Denver 7
- Divisional playoffs: Houston 17, SAN DIEGO 14; PITTSBURGH 34, Miami 14
- AFC Championship: PITTSBURGH 27, Houston 13 no Three Rivers Stadium, Pittsburgh, Pensilvânia, 6 de janeiro de 1980

### NFC
- Wild-Card playoff: PHILADELPHIA 27, Chicago 17
- Divisional playoffs: TAMPA BAY 24, Philadelphia 17; Los Angeles 21, DALLAS 19
- NFC Championship: Los Angeles 9, TAMPA BAY 0 no Tampa Stadium, Tampa, Flórida, 6 de janeiro de 1980

### Super Bowl
- Super Bowl XIV: Pittsburgh (AFC) 31, Los Angeles (NFC) 19, no Rose Bowl, Pasadena, Califórnia, 20 de janeiro de 1980